# فيديو غيمر.كوم
فيديو جيمر.كوم(بالإنجليزية: VideoGamer.com )‏هو موقع مختص في آخر أخبار ألعاب الفيديو .يضم الموقع استعراض خاص لألعاب الفيديو ومعاينات يقع مقر الموقع في لندن .الموقع بالكامل مملوك لقطاع الخاص يدير الموقع شركة برو-جي (Pro-G) .

## وصلات خارجية
- VideoGamer.com
- VideoGamer.com HD video service
- Pro-G Media corporate website
- Virgin Media Games Channel